# Công nhận các cặp cùng giới ở Monaco
Mối quan hệ cùng giới được công nhận ở microstate của Monaco. Vào ngày 4 tháng 12 năm 2019, Hội đồng Quốc gia đã thông qua dự luật thiết lập"thỏa thuận chung sống", trong đó cung cấp cho cả các cặp cùng giới và những người khác giới nhập vào họ quyền hạn chế trong các lĩnh vực thừa kế và tài sản. Luật có hiệu lực vào ngày 27 tháng 6 năm 2020.

## Thỏa thuận chung sống
Quá trình lập pháp dẫn đến việc công nhận các cặp cùng giới bắt đầu vào đầu những năm 2010. Vào tháng 11 năm 2010, một cuộc phỏng vấn đã đề cập rằng Jean-Charles Gardetto, một thành viên của Hội đồng Quốc gia và luật sư, đang chuẩn bị một dự thảo luật dự định xác định hợp pháp việc chung sống, cho người dị tính hoặc cho các cặp đồng tính luyến ái. Vào ngày 18 tháng 6 năm 2013, đảng đối lập Union Monégasque đã đệ trình một dự luật lên Nghị viện sẽ thiết lập các thỏa thuận chung sống trung lập về giới. Dự luật ngay lập tức được gửi đến Ủy ban Quyền Phụ nữ và Gia đình để xem xét. Vào tháng 7 năm 2015, chủ tịch của ủy ban tuyên bố rằng cuộc đối thoại về dự luật sẽ bắt đầu vào cuối năm 2015. Ban đầu được đệ trình là pacte de vie commune, dự luật đã được sửa đổi để thiết lập một"thỏa thuận chung sống"(tiếng Pháp: contrat de vie commune; tiếng Liguria: contràtto de vìtta comûne). Báo cáo viên của dự luật, Jean-Louis Grinda đã nộp báo cáo của mình vào ngày 7 tháng 9 năm 2016. Cần lưu ý rằng chính quyền Monano đã công nhận người vợ lẽ từ năm 2008 và Tòa án Nhân quyền châu Âu coi việc không công nhận các mối quan hệ đồng tính là trái với Công ước Châu Âu về Nhân quyền của Oliari and Others v Italy. Vào ngày 27 tháng 10 năm 2016, Hội đồng Quốc gia đã nhất trí thông qua nghị quyết, trao cho Hội đồng Chính phủ nhiệm vụ soạn thảo một dự luật thành lập các công đoàn như vậy. Vào ngày 27 tháng 4 năm 2017, nó đã phản ứng tích cực với đề xuất này và cho biết sẽ giới thiệu dự thảo luật vào tháng 4 năm 2018, sau cuộc bầu cử được tổ chức vào tháng 2 năm 2018.
Dự luật thỏa thuận chung sống cuối cùng đã được giới thiệu cho Hội đồng Quốc gia vào ngày 16 tháng 4 năm 2018. Theo dự luật, các cặp cùng giới và người khác giới sống chung sẽ được coi là ngang hàng với anh chị em vì thuế thừa kế và không cùng mức với các cặp vợ chồng. Thỏa thuận, dành cho anh chị em và cha mẹ và trẻ em, cũng cung cấp một bộ tài sản, dịch vụ xã hội và quyền công dân và nghĩa vụ đối ứng. Các contrat được ký trước một công chứng viên và sau đó gửi tại một cơ quan đăng ký công cộng. Vào ngày 4 tháng 12 năm 2019, Hội đồng Quốc gia đã nhất trí thông qua dự luật. Luật được công bố trên tạp chí chính thức vào ngày 27 tháng 12 năm 2019 và có hiệu lực sáu tháng sau đó (tức là ngày 27 tháng 6 năm 2020). Một số nhà lập pháp chỉ trích sự chống đối"đạo đức giả"của các quan chức Công giáo, đáng chú ý là Đức Tổng Giám mục Bernard Barsi, người đã viết thư cho tất cả các đại biểu kêu gọi họ bỏ phiếu chống lại dự luật, lưu ý rằng luật pháp chỉ liên quan đến vấn đề dân sự chứ không phải tôn giáo. Nhiều đại biểu gọi luật này là"quá hạn lâu dài", và chủ tịch Hội đồng Quốc gia Stéphane Valeri gọi đó là"tin tuyệt vời cho tất cả các cặp vợ chồng".
| Đảng                     | Ủng hộ | Phản đối | Phiếu trắng hoặc vắng mặt |
| ------------------------ | ------ | -------- | ------------------------- |
| Priorité Monaco (Primo!) | 19     | -        | 2                         |
| Horizon Monaco           | 2      | -        | -                         |
| Union Monégasque         | 1      | -        | -                         |
| Tổng cộng                | 22     | 0        | 2                         |

## Dư luận
Theo một cuộc khảo sát được thực hiện vào năm 2007 bởi Union pour Monaco (UPM) trước cuộc bầu cử thành phố năm 2007, 51% số người được hỏi (chỉ người dân Monaco bản địa được hỏi) đồng ý rằng nên sống trong quan hệ đối tác đã đăng ký. Người Monaco là thiểu số ở Monaco, cuộc khảo sát không đại diện cho toàn bộ ý kiến của công chúng.